# Polikarp Mdivani
Polikarp „Budu“ Mdivani (gruzínsky პოლიკარპე „ბუდუ“ მდივანი; rusky Поликарп Гургенович „Буду“ Мдивани – Polikarp Gurgenovič „Budu“ Mdivani; 1877 – 19. července 1937, Tbilisi) byl gruzínský a sovětský politik. Během tzv. Gruzínského případu v roce 1922 vedl v rámci komunistické strany gruzínskou opozici vůči snahám Stalina o centralizaci sovětské moci a ve 30. letech byl perzekvován pro svou podporu trockistické opozice. Nakonec byl během Velké čistky zatčen a popraven.

## Kariéra před ruskou revolucí
Mdivani se na počátku 20. století přidal k Ruské sociálně demokratické dělnické strany a v roce 1903 vstoupil do jejího bolševického křídla. Mdivani pak šířil marxistické revoluční ideje v mnoha průmyslových oblastech na Kavkaze, například v Tbilisi, Baku, Batumi a dalších velkých městech. Během té doby se stal spolupracovníkem Josifa Vissarionoviče Džugašviliho a brzo se stal jedním z nejvýše postavených bolševiků v Gruzii.

## Občanská válka v Rusku
Během Občanské války v Rusku byl stranou přeložen na Kavkaz, kde pracoval v kavkazské kanceláři Ústředního výboru Bolševické strany a stal se členem Revoluční vojenské rady 11. armády, která v roce 1920 začala okupovat Ázerbájdžán. V témže roce na sebe vzal roli vyslance do Turecka ve snaze vyjednat mír mezi tureckou a arménskou vládou.
Na začátku roku 1921 spolupracoval se Stalinem a Sergem Ordžonikidzem na přípravě plánu invaze Rudé armády do Gruzínské demokratické republiky, které vládli Menševici, a to i přesto, že Gruzie uzavřela s Bolševiky mírovou dohodu a získala mezinárodní uznání nezávislosti. Po dobytí Gruzie byla jmenována bolševická vláda, ve které později zaujmul funkci Předsedy lidových komisařů, kterou vykonával od 7. března do dubna 1922. Mdivani se pak v novém politickém prostředí postavil pro nezávislost na moskevské moci a protestoval proti mnohým územním změnám v Zakavkazsku, které zbavily Gruzii některých okresů ve prospěch jiných územně-správních celků Sovětského svazu. Také vyzýval k větší míře tolerance vůči jiným politickým směrům, protože si byl vědom nepopulárnosti bolševiků v Gruzii.

## Gruzínský případ
7. července 1921 byl Mdivani jmenován novým předsedou gruzínského Revolučního výboru (Revkomu) namísto Filippa Macharadzeho, který byl z pozice odstraněn kvůli svému umírněnému postoji. Během té doby se Mdivani dostal do konfliktu se Stalinem a Ordžonikidzem, kteří se snažili o centralizaci moci do Zakavkazské sovětské federativní socialistické republiky a utužení režimu v Gruzii. Tato roztržka naplno propukla v roce 1922, když byli Mdivani a jeho přátelé (Michail Okudžava, Sergej Kavtaradze, Šalva Eliava) veřejně označeni Stalinem za „národní úchylkáře“. Mdivani a jeho „úchylkáři“ na oplátku obvinili Stalina a jeho příznivce z „velkoruského šovinismu“ a pokusili se získat podporu svého jednání přímo u Lenina, ale bez úspěchu. Stalin a jeho příznivci pak v lednu 1923 odstavili Mdivaniho z jeho pozice.

## Kariéra za Stalina
Mdivani a jeho „národní úchylkáři“ ovšem po složení mandátů nebyli až do konce 20. let nijak za své názory pronásledováni. Stalin, když přebral moc po Leninovi, se všech svých odpůrců v Gruzii zbavil tak, že je poslal do světa na místa diplomatů a Mdivani byl v roce 1924 jmenován Sovětským zástupcem pro obchod ve Francii. V této pozici zůstal až do roku 1928, kdy byl vyloučen ze strany, když se od ní odštěpila tzv. Levá opozice, s níž Mdivani sympatizoval.
Po třech letech mu byl umožněn návrat do strany a v letech 1931–1936 pracoval na několika vládních pozicích, z nichž nejvýznamnější byly posty předsedy Sovnarchozu, lidového komisaře pro lehký průmysl a prvního místopředsedy gruzínské Rady lidových komisařů. Ani v této době si neodpustil kritizovat Stalina za jeho „Zakavkazský výtvor“ a proslavil se svými komentářemi na jeho adresu, z nichž nejvýznamnější je jeho vtip o tom, jak gruzínští dělníci nutili Lavrentije Beriju ke zformování ozbrojené stráže u domu Stalinovy matky v Tbilisi, aby neporodila žádného dalšího Stalina

## Konec kariéry
Když v roce 1936 Stalin začal tzv. Velkou čistku, Mdivani se stal kvůli svému vzdoru vůči němu jednou z jejích prvních obětí. Ke konci roku byl opět vyloučen ze strany a v květnu 1937 byl Berijou obviněn ze založení Trockistické centrály pro špionáž, sabotáž a terorismus za účelem zavraždění Beriji a rozvratu sovětské moci. V červenci byl zatčen a souzen NKVD trojkou. Při výsleších ve věznici v Metechi se odmítl přiznat ke sděleným obviněním a během soudního líčení trojky údajně pronesl výrok:
| „ | Být zastřelen pro mne není dostatečný trest, zasloužím si být rozčtvrcen! Byl jsem to já, kdo přivedl 11. armádu sem do Tbilisi! Zradil jsem svůj lid a pomohl Stalinovi a Berijovi, těm zvrhlíkům, zotročit Gruzii a srazit Leninovu stranu na kolena. | “ |
| — | |   |

11. července 1937 vyšly sovětské deníky s nadpisem na hlavní straně „Smrt nepřátelům státu!“ a článkem o tom, že sovětský Nejvyšší soud shledal podle paragrafu 58 trestního zákona Mdivaniho, Okudžavu a další jejich kolegy vinnými ze zrady a dalších kontrarevolučních činů. 19. července 1937 byl Mdivani popraven v Tbilisi zastřelením. Jeho manželka a synové, včetně významného hráče tenisu Arčila Mdivaniho, byli také zastřeleni.